# العبيدية (مدينة)
العبيدية هي بلدة تقع بالقرب من الصحراء النوبية في ولاية نهر النيل في شمال شرق السودان.